# Episodi di Scienza e fantasia (seconda stagione)
La seconda stagione della serie televisiva Scienza e fantasia è andata in onda negli Stati Uniti dal 6 aprile 1956 all'8 febbraio 1957 in syndication.
| nº | Titolo originale              | Prima TV USA      | Titolo italiano           | Prima TV Italia   |
| -- | ----------------------------- | ----------------- | ------------------------- | ----------------- |
| 1  | Signals from the Heart        | 6 aprile 1956     |                           |                   |
| 2  | The Long Sleep                | 13 aprile 1956    |                           |                   |
| 3  | Who Is This Man?              | 20 aprile 1956    |                           |                   |
| 4  | The Green Bomb                | 27 aprile 1956    |                           |                   |
| 5  | When a Camera Fails           | 4 maggio 1956     |                           |                   |
| 6  | Bullet Proof                  | 11 maggio 1956    | Il metallo invulnerabile  | 27 novembre 1958  |
| 7  | The Flicker                   | 18 maggio 1956    |                           |                   |
| 8  | The Unguided Missile          | 25 maggio 1956    | Prodigio di mezzanotte    | 12 febbraio 1959  |
| 9  | End of Tomorrow               | 1º giugno 1956    |                           |                   |
| 10 | Mind Machine                  | 8 giugno 1956     |                           |                   |
| 11 | The Missing Waveband          | 15 giugno 1956    | L'onda Omicron            | 11 settembre 1958 |
| 12 | The Human Experiment          | 22 giugno 1956    |                           |                   |
| 13 | Man Who Didn't Know           | 29 giugno 1956    |                           |                   |
| 14 | The Phantom Car               | 20 luglio 1956    |                           |                   |
| 15 | Beam of Fire                  | 27 luglio 1956    | Il raggio boomerang       | 5 marzo 1959      |
| 16 | The Legend of Crater Mountain | 3 agosto 1956     | Il segreto della montagna | 25 settembre 1958 |
| 17 | Living Lights                 | 10 agosto 1956    | Le luci viventi           | 23 ottobre 1958   |
| 18 | Jupitron                      | 17 agosto 1956    | Il piano Vittoria         | 20 novembre 1958  |
| 19 | The Throwback                 | 24 agosto 1956    |                           |                   |
| 20 | Miracle of Dr. Dove           | 31 agosto 1956    |                           |                   |
| 21 | One Thousand Eyes             | 7 settembre 1956  |                           |                   |
| 22 | Brain Unlimited               | 14 settembre 1956 |                           |                   |
| 23 | Death at My Fingertips        | 21 settembre 1956 | L'impossibile impronta    | 29 gennaio 1959   |
| 24 | Sound That Kills              | 28 settembre 1956 |                           |                   |
| 25 | Survival in Box Canyon        | 12 ottobre 1956   |                           |                   |
| 26 | The Voice                     | 26 ottobre 1956   |                           |                   |
| 27 | Three Minute Mile             | 9 novembre 1956   |                           |                   |
| 28 | The Last Barrier              | 16 novembre 1956  | L'ultima barriera         | 30 ottobre 1958   |
| 29 | Signals from the Moon         | 23 novembre 1956  | Terra, Luna, Terra        | 2 ottobre 1958    |
| 30 | Doctor Robot                  | 30 novembre 1956  |                           |                   |
| 31 | The Human Circuit             | 7 dicembre 1956   |                           |                   |
| 32 | Sun Gold                      | 14 dicembre 1956  |                           |                   |
| 33 | Facsimile                     | 21 dicembre 1956  |                           |                   |
| 34 | The Miracle Hour              | 28 dicembre 1956  |                           |                   |
| 35 | Killer Tree                   | 4 gennaio 1957    |                           |                   |
| 36 | Gravity Zero                  | 11 gennaio 1957   |                           |                   |
| 37 | The Magic Suitcase            | 25 gennaio 1957   | La valigia magica         | 5 febbraio 1969   |
| 38 | Bolt of Lightning             | 1º febbraio 1957  |                           |                   |
| 39 | The Strange Lodger            | 8 febbraio 1957   | Canale d'ascolto 84       | 8 gennaio 1959    |

## Signals from the Heart
- Prima televisiva: 6 aprile 1956

### Trama
- Interpreti: Peter Hansen (dottor Warren Stark), Walter Kingsford (professore Tubor), Joyce Holden (Alma Stark), Gene Roth (agente di polizia Tom Horton), Riza Royce (Mrs. Horton), Gregory Moffett (Jimmy Stark), Gordon Barnes (Chaney), Larry Kerr (Fielding), Michael Garth (Station 4 Officer)

## The Long Sleep
- Prima televisiva: 13 aprile 1956

### Trama
- Interpreti: John Doucette (John Barton), Bill Erwin (Mike), Dick Foran (dottor Samuel Willard), Barry Froner (Gene Willard), Eddie Gallagher (Al Hall), Nancy Hale (infermiera Ruth Taney), Helen Mowery (Alma Willard)

## Who Is This Man?
- Prima televisiva: 20 aprile 1956

### Trama
- Interpreti: Bruce Bennett (dottor Hugh Bentley), David Alpert (dottor Porter Owen), Harlow Wilcox (Karl Krauss), Charles Smith (Tom Cooper), Tom Pittman (Willis), Lisa Davis (Cooper's Student-Sister), Tom Bernard (Joe), Maureen Cassidy (Judy), Don Eitner (Richards), Sam Scar, Ralph Helfer (Ralph, Animal Handler)

## The Green Bomb
- Prima televisiva: 27 aprile 1956

### Trama
- Interpreti: Whit Bissell (dottor Maxwell Carnaven), Robert Griffin (Ralph Scott), George Huerta (Boy Finding Dog), Charles Maxwell (Shaw), Eve McVeagh (Ann Page), Leo Needham (Bishop), Mel Ruick (dottor Selwyn Frake), Robert Sherman (Kenneth Clayton), Kenneth Tobey (Frank Davis)

## When a Camera Fails
- Prima televisiva: 4 maggio 1956

### Trama
- Interpreti: Lewis Auerbach (Mr. Cater), Opal Euard (Martha Hewitt), Byron Kane (dottor Brady), Gene Lockhart (dottor Richard Hewitt), Mack Williams (dottor Johnston), Than Wyenn (dottor Herbert)

## Bullet Proof
- Prima televisiva: 11 maggio 1956

### Trama
- Interpreti: Christopher Dark (Ralph Parr), John Eldredge (professore Rudman), Jacqueline Holt (Jean Rudman), John Mitchum (detective Sergeant), Gene Roth (George Martin), Marshall Thompson (Jim Connors)

## The Flicker
- Prima televisiva: 18 maggio 1956

### Trama
- Interpreti: Rachel Ames (Jane Morris), Irene Bolton (Selma Sanford), Michael Fox (dottor James Kincaid), Bradford Jackson (Steve Morris), Victor Jory (detective Lt. William Kiel)

## The Unguided Missile
- Prima televisiva: 25 maggio 1956

### Trama
- Interpreti: Ruth Hussey (Janice O'Hara), Peter Hansen (dottor Henry Maxton), Francis McDonald (professore Bernini), Morris Ankrum (Federal Agent Campbell), Thomas Browne Henry (dottor Haley), Elizabeth Slifer (Millie, the Housekeeper), John Abbott

## End of Tomorrow
- Prima televisiva: 1º giugno 1956

### Trama
- Interpreti: Christopher Dark (dottor Keith Brandon), Diana Douglas (Jane Brandon), Michael Garth (tenente Ralston), Dabbs Greer (professore Horst Reimers), Walter Kingsford (Rudyard Parker), Arthur Marshall (scienziato Examining Receiver)

## Mind Machine
- Prima televisiva: 8 giugno 1956

### Trama
- Interpreti: Lonnie Blackman (Joyce McLane), Fred Coby (capitano Landry), Cyril Delevanti (dottor Lewis Milton), Helen Jay (infermiera), Sydney Mason (Olson, Engineer), Jim Sheldon, Brad Trumbull (dottor Mark Cook), Bill Williams (dottor Alan Cathcart)

## The Missing Waveband
- Prima televisiva: 15 giugno 1956

### Trama
- Interpreti: Dick Foran (dottor Vincent Milhurst), Michael Fox (dottor Maxwell), George Leigh (generale Rayburn), Tom McKee (TV annunciatore), Stafford Repp (Balding Scientist), Gene Roth (Grey-haired Scientist)

## The Human Experiment
- Prima televisiva: 22 giugno 1956

### Trama
- Interpreti: Claudia Barrett (Jean Richardson), George Barrows (Adam, the watchman), Virginia Christine (dottor Ballard), Gloria Clark (Ruth, the Maid), Alan Paige (A Worker), Marshall Thompson (dottor Tom MacDougal), Julie Van Zandt (Wanda)

## Man Who Didn't Know
- Prima televisiva: 29 giugno 1956

### Trama
- Interpreti: Arthur Franz (Mark Kendler), Susan Cummings (Peggy Kendler), Bruce Wendell (Al Mitchell), Voltaire Perkins (dottor Jim Woodward), Guy Rennie, Glenn Dixon (Pat), Joseph Hamilton (dottor John Bergstrom), Bill Erwin (dottor Lewis), Paul Lukather (Electronics expert)

## The Phantom Car
- Prima televisiva: 20 luglio 1956

### Trama
- Interpreti: Rachel Ames (Regie Gress), John Archer (Prof. Arthur Gress), Joe Colbert (dottor Avery), Patricia Donahue (infermiera Sloan), William Fawcett (Mort Woods), Herbert Lytton (dottor Lloyd), Tyler McVey (sceriffo Barney Cole), Troy Melton (Joe, the Intern)

## Beam of Fire
- Prima televisiva: 27 luglio 1956

### Trama
- Interpreti: John Dennis, Frank Gerstle (colonnello Davis), Paul Harber, Wayne Morris (capitano Steve Conway), Leonard Mudie (dottor John Bellow), Bruce Payne (dottor Hunter), George Pembroke (dottor Benton), William Vaughn (tecnico), Harlan Warde (dottor Lindstrom)

## The Legend of Crater Mountain
- Prima televisiva: 3 agosto 1956

### Trama
- Interpreti: Nadine Ashdown (Susan Avitor), Marilyn Erskine (Marion Brown), Paul Guilfoyle (Mr. Avitor), Bradford Jackson (dottor Jim Harris), Ann Lilliquist (Rosellen Avitor), Freddy Ridgeway (Bobby Avitor)

## Living Lights
- Prima televisiva: 10 agosto 1956

### Trama
- Interpreti: Darlene Albert (Elaine, Student), Michael Garth (Charles Irwin), Skip Homeier (Bob Laurie), Jason Johnson (professore Adams), Joan Sinclair (Grace Laurie), Robert Weston (dottore)

## Jupitron
- Prima televisiva: 17 agosto 1956

### Trama
- Interpreti: Michael Fox (dottor Norstad), Toni Gerry (Nina Barlow), Lowell Gilmore (dottor August Wykoff), Paul Guilfoyle (Alien (voice), Arthur Marshall (Frank, biophysicist), Bill Williams (dottor John Barlow)

## The Throwback
- Prima televisiva: 24 agosto 1956

### Trama
- Interpreti: Peter Hansen (Prof. Norman Hughes), Ed Kemmer (Joe Castle), Virginia Christine (Prof. Anna Adler), Tristram Coffin (Mr. Castle), Jan Shepard (Marie Adler), Bill Welsh (TV Announcer)

## Miracle of Dr. Dove
- Prima televisiva: 31 agosto 1956

### Trama
- Interpreti: Cyril Delevanti (dottor Kenneth White), Kay Faylen (Alice Kinder), Gene Lockhart (Edward Dove), Rhodes Reason (Sean Daley), Robin Short (Spencer), Charles Wagenheim (Ed Gorman)

## One Thousand Eyes
- Prima televisiva: 7 settembre 1956

### Trama
- Interpreti: Jean Byron (Ada March), Tom Dillon, David Hillary Hughes, Vincent Price (Gary Williams), Bruce Wendell (tenente Moss)

## Brain Unlimited
- Prima televisiva: 14 settembre 1956

### Trama
- Interpreti: George Becwar (Hospital Doctor), Diana Douglas (Elaine Conover), Arthur Franz (dottor Jeff Conover), Thomas Browne Henry (dottor MacKenzie), Burt Mustin (Mr. Stevenson), Melinda Plowman (Alice), Bob Wehling (Henry Mason), Doug Wilson (Marken, Lab Assistant)

## Death at My Fingertips
- Prima televisiva: 21 settembre 1956

### Trama
- Interpreti: David Alpert (Mr. Warren), Lonnie Blackman (Judy Rogers), Dick Foran (dottor Don Stewart), Michael Granger (Larry, Detective), June Lockhart (Eve Patrick), Charles Postal (dottor Leonard Mills), John Stephenson (ispettore Mark Davis), William Vaughn (Barnes)

## Sound That Kills
- Prima televisiva: 28 settembre 1956

### Trama
- Interpreti: Ray Collins (dottor Paul Sinclair), David Dwight (Room Service), Paul Hahn (Johnson), Jean Harvey (Hotel Maid), Larry Hudson (Hotel Desk Security), Dolores Michaels (impiegato), Ludwig Stössel (dottor Richard Wissman), Charles Victor (Security Chief Martin)

## Survival in Box Canyon
- Prima televisiva: 12 ottobre 1956

### Trama
- Interpreti: Bruce Bennett (maggiore Sorenson), DeForest Kelley (dottor Milo Barton), Paul Birch (dottor Raymond Michaels), Susan Cummings (Ellen Barton), Harlan Warde (Prescott), Freddy Ridgeway (Donald Barton), Dale Hutchinson, Robert Sherman (dottor Ryner), Bing Russell (operatore radio)

## The Voice
- Prima televisiva: 26 ottobre 1956

### Trama
- Interpreti: Donald Curtis (Roger Brown), Kristine Miller (Anna Brown), William Phipps (dottor Stockton), Morris Ankrum (dottor McDermott), Anthony Eustrel (Mendoza), Billy Griffith (vecchio), Julian Burton (Young Man), Anna Navarro (infermiera), Hal Hoover (Sloan), Roland Varno (scienziato), Bruce Payne (Edward Stevens), Beverly Barnes

## Three Minute Mile
- Prima televisiva: 9 novembre 1956

### Trama
- Interpreti: Marshall Thompson (Prof. Nat Kendall), Martin Milner (Britt), Gloria Marshall (Jill Page), Robert Bice (Coach Shane), William Henry (Jim Dale), John Eldredge (C.B. Page)

## The Last Barrier
- Prima televisiva: 16 novembre 1956

### Trama
- Interpreti: William Ching (dottor Robert Porter), Tom McKee (dottor Wayne Masters), Bruce Wendell (Daniel Blake / Daniel Borden), Sydney Mason (dottor Steve Dorian), Lee Millar (Ned at Mt. Lincoln), Jason Johnson (Ray), Jim Sheldon (operatore radio), George Barrows (Naval Officer)

## Signals from the Moon
- Prima televisiva: 23 novembre 1956

### Trama
- Interpreti: Bruce Bennett (generale Frank Terrance), Don Brodie (Baxter), Michael Fox (dottor Edwards), Bhupesh Guha (Fake Bellboy), Alfred Linder (Pandit Chandra Singh), Steven Ritch (dottor Richard Patterson), Robert Shield (dottor Robert Werth)

## Doctor Robot
- Prima televisiva: 30 novembre 1956

### Trama
- Interpreti: Peter Hansen (dottor Edgar Barnes), Whit Bissell (Fred Lopert), John Stephenson (Phil Coulson), Doug Wilson (Doug Hinkle), Robert Weston (Roger Polson), Elizabeth Flournoy (Elinor Lopert), Esther Furst (infermiera)

## The Human Circuit
- Prima televisiva: 7 dicembre 1956

### Trama
- Interpreti: Thomas Anthony (Air Controller), Phil Arnold (Chet Arnold), William Ching (dottor George Stoneham), Joyce Jameson (Nina Lasalle), Leo Needham (capitano Bob Stanton), Renee Patryn (Chorus Girl), Gretchen Thomas (Mother Neville), Marshall Thompson (dottor Albert Neville), James Waters (Harry - Assistant Air Controller)

## Sun Gold
- Prima televisiva: 14 dicembre 1956

### Trama
- Interpreti: Ross Elliott (Howard Evans), Marilyn Erskine (Susan Calvin), Paul Fierro (Tawa), Julian Rivero (padre Xavier)

## Facsimile
- Prima televisiva: 21 dicembre 1956

### Trama
- Interpreti: Lynn Cartwright (Desk Nurse), Fred Coby (dottor Stone), Donald Curtis (Hugh Warner), Arthur Franz (George Bascomb), Thomas Browne Henry (dottor Hargrove), Aline Towne (Barbara Davis), Than Wyenn (dottor Schiller)

## The Miracle Hour
- Prima televisiva: 28 dicembre 1956

### Trama
- Interpreti: Dick Foran (Jim Wells), Jean Byron (Cathy Parker), Donald Curtis (dottor Roger Kiley), Charles Herbert (Tommy Parker), Riza Royce (infermiera Tait), Ken Christy (Bill)

## Killer Tree
- Prima televisiva: 4 gennaio 1957

### Trama
- Interpreti: Terry Frost (Deputy Terry), Bonita Granville (Barbara Cameron), Hank Patterson (Skinner), Keith Richards (Clyde Bishop), Bill Williams (Paul Cameron)

## Gravity Zero
- Prima televisiva: 11 gennaio 1957

### Trama
- Interpreti: Lisa Gaye (Elizabeth Wickes), Percy Helton (dottor John Hustead), William Hudson (Ken Waring), Walter Kingsford (dottor Howard Menges), Elizabeth Slifer

## The Magic Suitcase
- Prima televisiva: 25 gennaio 1957

### Trama
- Interpreti: Charles Winninger (nonno Scott), James Seay (Security Chief Miller), Rachel Ames (Eileen Scott), Freddy Ridgeway (Terry Scott), William Vaughn (John Scott), George Douglas (dottor Jorgenson), Theodore Lehmann (Mr. Jackson), Arthur Marshall (Lab Technician)

## Bolt of Lightning
- Prima televisiva: 1º febbraio 1957

### Trama
- Interpreti: Bruce Bennett (dottor Sheldon Thorpe), Kristine Miller (Cynthia Blake), Sydney Smith (dottor Franklin), Lyle Talbot (generale Dothan), Bruce Payne (Mr. Adams), Steve Mitchell (Denby), Connie Buck (Mme. DeCosa)

## The Strange Lodger
- Prima televisiva: 8 febbraio 1957

### Trama
- Interpreti: Peter Hansen (dottor Jim Wallaby), Jan Shepard (Maggie Dawes), Charles Maxwell (Bill North), Dan White (Bud, Driver), Frances Pasco (Mrs. Garby, Landlady), Cyril Delevanti (Mr. Rohrbach), John Zaremba (FCC Agent Brummer), George Gilbreth, Hugh Lawrence (Agent Ross), Troy Melton